# Февр, Матьё
Матьё Февр (фр. Mathieu Faivre; род. 18 января 1992, Ницца) — французский горнолыжник, трёхкратный чемпион мира (2017, 2021), участник Олимпийских игр 2014, 2018 и 2022 годов, победитель и призёр этапов кубка мира, специализирующийся в гигантском слаломе.

## Карьера
В ноябре 2007 года Матьё впервые участвовал в соревнованиях под эгидой FIS. В декабре 2008 года принял участие в кубке Европы. В феврале 2009 года он выиграл соревнования в гигантском слаломе на Европейском юношеском олимпийском фестивале в Щирке, Польша. В конце сезона 2008/09 он выиграл свою первую гонку FIS.
Первые успехи пришли к Матьё в сезоне 2009/10. На чемпионате Франции среди юниоров он выиграл как в гигантском слаломе, так и в слаломе. Помимо этого, он впервые попал на подиум в кубке Европы. 12 марта 2010 года он дебютировал в кубке мира, заняв 15-е место и заработав первые очки. В конце сезона он стал чемпионом Франции по слалому.
На юношеском чемпионате мира 2011 года Февр завоевал бронзовую медаль в гигантском слаломе. 17 февраля 2012 года он впервые выиграл гонку кубка Европы в гигантском слаломе в Оберйохе.
Февр выступал за Францию на трёх зимних Олимпийских играх и пяти чемпионатах мира. На свой первый подиум Кубка мира он попал в феврале 2016 года в гигантском слаломе в Юдзава-Наэба, Япония. Второй подиум у Февра случился месяц спустя на финале кубка мира в швейцарском Санкт-Морице. Первой победы на кубке мира Февр добился на снегу родной страны в декабре 2016 года в Валь-д’Изере.
В 2017—2019 годах встречался с американской горнолыжницей Микаэлой Шиффрин.

### Чемпионаты мира
| Чемпионат мира          | Скоростной спуск | Супергигант | Гигантский слалом | Слалом | Комбинация | Команды | Паралл. гигантский слалом |
| ----------------------- | ---------------- | ----------- | ----------------- | ------ | ---------- | ------- | ------------------------- |
| 2013 Шладминг           | —                | —           | 21                | —      | —          | —       | н/д                       |
| 2015 Вейл/Бивер-Крик    | —                | —           | DNF               | —      | —          | —       | н/д                       |
| 2017 Санкт-Мориц        | —                | —           | 9                 | —      | —          | 1       | н/д                       |
| 2019 Оре                | —                | —           | 17                | —      | —          | 1/4     | н/д                       |
| 2021 Кортина-д’Ампеццо  | —                | —           | 1                 | —      | —          | —       | 1                         |
| 2023 Куршевель/Мерибель | —                | —           | 19                |        |            |         |                           |

### Кубок мира

#### Победы на этапах Кубка мира (2)
| № | Сезон   | Дата        | Место       | Дисциплина        |
| - | ------- | ----------- | ----------- | ----------------- |
| 1 | 2016/17 | 4 дек 2016  | Валь-д’Изер | Гигантский слалом |
| 2 | 2020/21 | 28 фев 2021 | Банско      | Гигантский слалом |